# Ronald van Geenen
Ronald van Geenen (1968) is een Nederlandse journalist en hoofdredacteur.
Na het Petrus Hondius Lyceum in Terneuzen studeerde Van Geenen van 1989 tot 1993 aan de Fontys Hogeschool. Van 1992 tot 1994 werkte hij voor het blad Adformatie. In de jaren daarna was Van Geenen hoofdredacteur bij Axioma Communicatie en Relatiemedia en Zorgvisie.
Vanaf 2009 tot 2011 was hij parlementair redacteur voor het Algemeen Dagblad/Parool. Als redacteur Gezondheidszorg was hij samensteller van de AD Ziekenhuis Top 100. Als nieuwschef had hij vanaf 2012 de redactionele leiding van de Rotterdamse editie van het Algemeen Dagblad. In maart 2021 werd hij de opvolger van Arie Leen Kroon als hoofdredacteur van de PZC.

## Erkenning
Voor de serie artikelen over operaties bij borstkanker die hij schreef met Kees Wessels werd hij in 2008 onderscheiden met De Tegel in de categorie 'Nieuws'. In de serie werd aangetoond dat er een enorm groot verschil is tussen ziekenhuizen in de effectiviteit en efficiëntie in het opereren van vrouwen met borstkanker.

## Prijs
- De Tegel (2008)